# Оперативна зона Јадранско приморје
Оперативна зона Јадранско приморје (скраћено ОЗАК) је назив немачког војног дистрикта створеног на подручју североисточне Италије и северозападне Југославије током Другог светског рата. Дистрикт је постојао од 1943. до 1945. године и формално је био део Италијанске Социјалне Републике, али су фактичку контролу над тим подручјем имали Немци. Зона је обухватала италијанске покрајине Удине, Горица, Трст, Пула, Ријека и Љубљана, а управно седиште зоне је био град Трст. Након немачког војног пораза у рату дистрикт престаје да постоји и ова територија је подељена између послератне Италије и послератне Југославије.